# OpenL Tablets
OpenL tablets es un gestor de reglas de negocio (BRMS) y un motor de reglas (BRE) basado en una representación tabular de las condiciones. Implementa un orden secuencial de evaluación de afirmaciones o condiciones, no siendo posible de forma nativa la generación de múltiples afirmaciones con diferentes pesos.
Permite la introducción de reglas, en forma tabular, en árbol y en hoja de cálculo. La ampliación del lenguaje se realiza mediante procedimientos escritos en lenguaje de programación Java que actúan como si fuesen reglas de negocio.

## Historia
El proyecto OpenL Tablets comenzó como un desarrollo a medida en 2003. En el año 2006 pasó a formar parte de la librería de proyectos alojados en SourceForge.

## Tecnología
El motor de OpenL Tablets es especialmente eficiente para la ejecución de reglas de negocio basadas en tablas de asignación de valores en base al cumplimiento de una o varias condiciones. 
Permite la modificación de reglas en hojas de cálculo accesibles a usuarios de aplicaciones informáticas, que tras un periodo de adaptación, pueden llegar a ser independientes del personal informático.
Las reglas introducidas de forma tabular, son precompiladas y puesta a disposición de la aplicación de negocio como una biblioteca java.
Puede ser tratado como servicios web y disponibilizarlos para cualquier aplicación de negocio o en la nube.
Permite la programación declarativa y estructurada con la implementación de reglas de control basadas en árboles de decisión ordenados.
La ejecución de las reglas se realiza de forma secuencial y síncrona.
Es especialmente favorable para su uso en la trasformación de información de negocio en información de usuario (Ej. generación de impresos).